# Vladimir Touraïev
Pour les articles homonymes, voir Touraïev.
Vladimir Gueorguievitch Touraïev (en russe : Владимир Георгиевич Тураев, transcription anglaise : Vladimir Turaev) est un mathématicien russe né le 17 octobre 1954. La transcription Vladimir Turaev est celle utilisée dans la littérature mathématique en langue française.

## Carrière
Touraïev obtient son doctorat en 1979 sous la direction d'Oleg Viro à l'Institut de mathématiques Steklov de Léningrad. Il est ensuite professeur à l'Université Louis Pasteur de Strasbourg, puis à l'Université de l'Indiana. Il est fellow de l'American Mathematical Society.

## Prix et distinctions
- En 1990, il est orateur invité au congrès international des mathématiciens à Kyoto, avec une conférence intitulée « State sum models in low dimensional topology ».
- En 2004, il est lauréat de la Médaille d'argent du CNRS[2].
- En 2016, il est lauréat du prix Ferran Sunyer i Balaguer avec Alexis Virelizier.

## Publications
- Christian Kassel et Vladimir Turaev, Braid Groups, Springer, coll. « Graduate Texts in Mathematics » (no 247), 2008, 340 p. (ISBN 978-0-387-33841-5).